# Killingerhaus

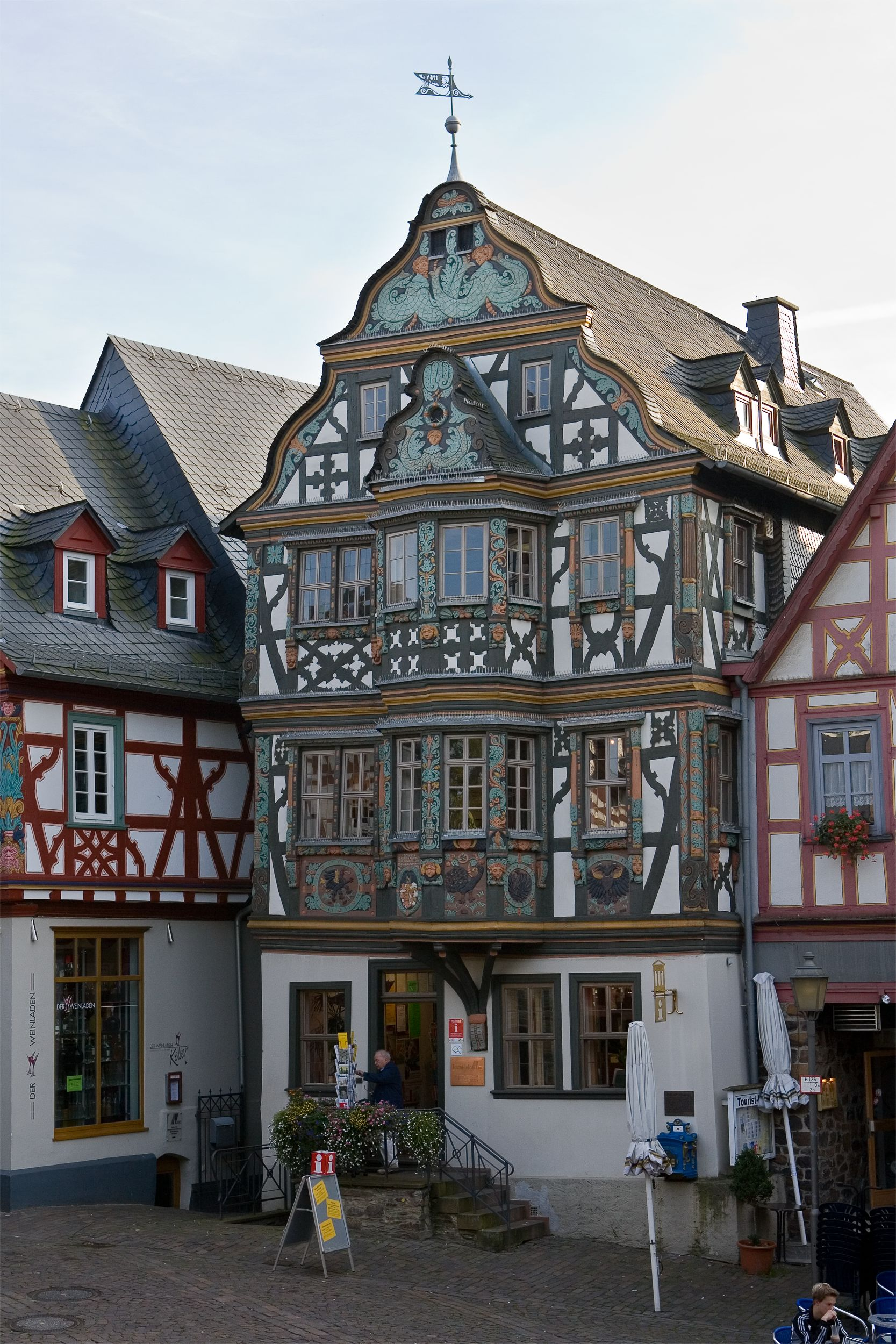
Das Killingerhaus

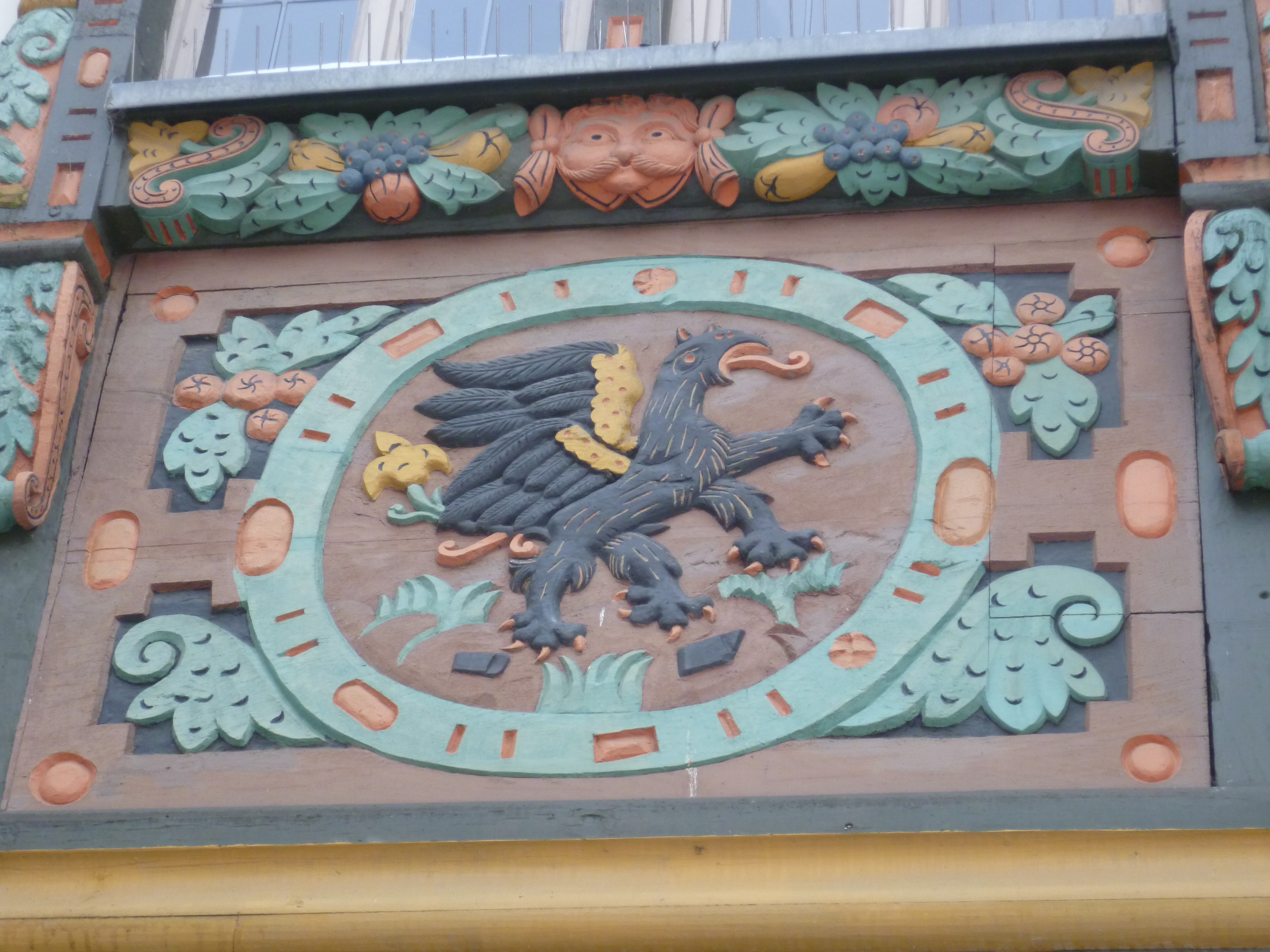
Dekoration des Fachwerks

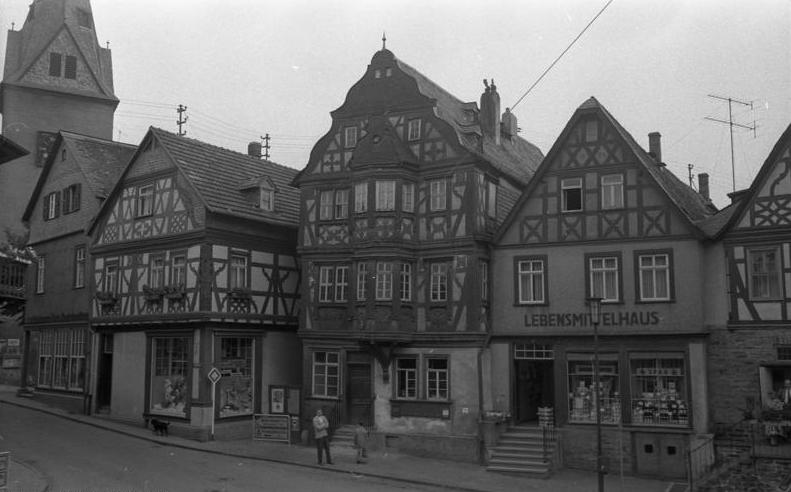
Das Killingerhaus 1960

Das Killingerhaus am König-Adolf-Platz 7 gehört zu den herausragenden Fachwerkhäusern in der als Gesamtanlage denkmalgeschützten Idsteiner Altstadt. Es trägt wie auch die Unionskirche und der Höerhof das internationale Schutzzeichen für die Kennzeichnung von Kulturgut nach der Haager Konvention. Es zeugt von Aufschwung und Blüte des bürgerlich-städtischen Lebens kurz vor dem Dreißigjährigen Krieg.

## Beschreibung
Es handelt sich beim Killingerhaus um ein dreigeschossiges Bürgerhaus mit prächtiger Giebelfront in zentraler Lage am König-Adolf-Platz. Die Fassade wird beherrscht von einem über beide Fachwerk-Obergeschosse reichenden, auf einem Strebenbündel über dem massiven Erdgeschoss auskragenden oktogonalen Erker mit Schweifgiebel, der die Form des Hauptgiebels wiederholt. Fränkische Erker umrahmen die Fenster der Obergeschosse und sind wie die Eckpfosten von reicher Schnitzerei geziert, die zahlreiche renaissancetypische Schmuckmotive wie Säulen, Ranken, Kandelaber und Maskenkonsolen vereint. Letztere tauchen in ähnlicher Physiognomie auch an anderen Bauten wie etwa auch am Höerhof auf. Auch die Fachwerkhölzer zeigen, besonders in den Brüstungsfeldern des zweiten Obergeschosses und Giebels, ornamentale Formen; der Eindruck wird jedoch in erster Linie bestimmt durch vollflächig als Reliefs behandelte Bauteile – Brüstungen des ersten Obergeschosses und Giebelfelder. Die Giebelabschlüsse variieren das Thema doppelter Fischleiber mit Menschenköpfen. Wappen finden sich im ersten Obergeschoss, wie auch symbolische Darstellungen von Greif, Strauß mit Hufeisen, Phönix und dem Doppeladler. Die Inschrift „Deo avspice io.conradvs killingivs Anna Margareta Loberin conivges has aedes exstruxervnt 1615“ (übersetzt „Unter dem Schutz Gottes haben die Gatten Io(hann) Conradus Killingius und Anna Margareta Loeberin dieses Haus 1615 von Grund auf gebaut“) belegt unter anderem das Alter des Hauses.

## Geschichte
Erbaut wurde das Killingerhaus 1615 durch den Amtsschreiber Johann Conrad Killing († 1630) und seiner Ehefrau Anna Margarethe Loeber, Tochter des nassauischen Vogtes in Bad Ems. Örtlich verbreitet ist das Gerücht, dass das Haus einst in Straßburg stand, dort abgebaut und in Idstein wieder aufgebaut wurde. Dieses Gerücht ist allerdings nicht zutreffend.
Das Ehepaar Killing blieb kinderlos. Auch deshalb hatte das Haus im Verlauf der Jahrhunderte immer wieder neue Eigentümer. Es kann nachgewiesen werden, dass der Dienstherr Killings, Graf Ludwig II., seinem Amtsschreiber Bauholz zukommen ließ.
1905 befand sich eine Bäckerei im Erdgeschoss. In den Obergeschossen waren Wohnungen eingerichtet.
1911 wurde der dreiflügelige „Fränkische Erker“ aus dem Killingerhaus ausgebaut. Er findet sich seither am Erkervorbau im ersten Obergeschoss des Höerhofs wieder.
1916 erwarb die Stadt Idstein das Gebäude. Nach dem Zweiten Weltkrieg beherbergte das Haus unter anderem die Stadtbücherei und bis 1969 die Polizeistation.
Zwischen 1981 und 1984 wurde das Gebäude umfangreich saniert, restauriert und das Dachgeschoss ausgebaut. Seit dieser Restaurierung wird das Haus durch das Fremdenverkehrsamt und seit 1987 durch das Heimatmuseum genutzt. Im Zuge dessen wurde das Gebäude im Inneren durchgreifend modernisiert. Hier befand sich bis Ende 2010 unter anderem eine Ausstellung der Werke Ernst Toepfers. Seit 2015 befindet sich im Stadtmuseum Idstein im Killingerhaus wieder eine Dauerausstellung zu Ernst Töpfer, in welcher in wechselnder Anordnung Werke des Malers unter dem Motto Toepfer - Auf Augenhöhe auf zwei Wänden gezeigt werden.